# تشارلز إتش هايز
تشارلز إتش هايز (بالإنجليزية: Charles H. Hayes)‏ هو ضابط أمريكي، ولد في 18 سبتمبر 1906 في نيومكسيكو في الولايات المتحدة، وتوفي في 3 أبريل 1995.